# Adrien de Gerlache de Gomery
Pour les autres membres de la famille, voir Famille de Gerlache.
Le baron Adrien de Gerlache de Gomery, né à Hasselt le 2 août 1866 et mort à Bruxelles le 4 décembre 1934, est un navigateur et explorateur belge.
Il est explorateur de l'Antarctique, y dirigeant une véritable expédition scientifique qui passe le premier hivernage connu d'un navire de recherches, puis dirigeant encore trois expéditions, mais vers l'Arctique.

## Biographie
Adrien Victor Joseph de Gerlache de Gomery, né à Hasselt le 2 août 1866, est le fils d'Auguste de Gerlache de Gomery, colonel d'infanterie, et d'Emma Biscops. Sa famille est originaire de la Principauté de Liège. En 1904, Il épouse à Nice Suzanne Poulet, fille d'un officier français. Il en divorce en 1913 pour se remarier, en décembre 1918, avec Elisabeth Höjer, fille de l'ingénieur suédois John Höjer (sv). De son premier mariage, il a un fils et une fille et de son second un fils, Gaston de Gerlache de Gomery. Sa première épouse se remariera quant à elle avec William Degouve de Nuncques.
Abandonnant ses études à l'École polytechnique de Bruxelles, Adrien de Gerlache de Gomery s'embarque comme mousse en 1883. Il passe à l'école navale et devient lieutenant dans la marine de l'État.
En 1891, il contacte Adolf Erik Nordenskiöld pour participer à une expédition en Antarctique mais ne reçoit pas de réponse.
Il est déterminé dès 1894 à monter sa propre expédition d'exploration scientifique du pôle Sud. En janvier 1896, il en trouve une partie du financement grâce à une souscription nationale parrainée par la Société royale de géographie ainsi que par un mécénat d'Ernest Solvay.
Il se met en rapport à la fin de 1894 avec des armateurs de baleiniers et de phoquiers écossais et norvégiens et, au début de 1895 effectue une campagne à l'île Jan Mayen et au Groenland à bord du Castor. Il découvre durant ce voyage La Patria (future Belgica) qu'il parvient à acheter le 2 juillet 1896 après des tractations qui ont débuté le 29 février 1896.

### Première expédition

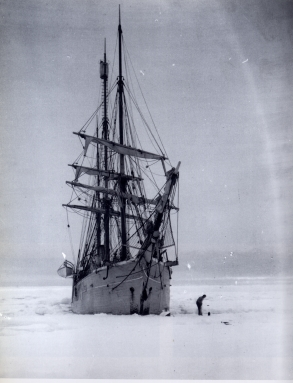
La Belgica dans la glace

Il avait préparé l'expédition avec le docteur Arthur Tacquin, mais craignant que les compétences scientifiques de ce dernier ne le supplantent dans l'expédition, il s'en débarrassa ensuite sous un prétexte fallacieux.
Le 16 août 1897, la Belgica (trois-mâts originellement construit en Norvège pour la chasse à la baleine, puis reconditionné pour l'expédition) quitte le port d'Anvers avec une vingtaine de personnes à son bord, dont cinq scientifiques.
À bord, deux hommes qui, plus tard, deviennent célèbres, le jeune Norvégien Roald Amundsen, dont c'est la première expérience polaire, engagé à Anvers comme second lieutenant et qui devient, plus tard, le conquérant du pôle Sud, et l'Américain Frederick Cook, médecin et photographe, qui rejoint l'expédition à l'escale de Rio de Janeiro et qui, lui aussi, s'illustre dans l'épopée de la conquête des pôles.
Mais plusieurs matelots font défection au début de l'expédition, de sorte que ce sont 19 hommes qui s'élancent depuis la Terre de Feu vers l'Antarctique.
Adrien de Gerlache et son équipage sont les premiers à passer un hiver en Antarctique et à en ramener des données scientifiques essentielles pour la connaissance de ces régions. Après un séjour de treize mois en Antarctique dont un hivernage complet dans les glaces de la banquise, le navire regagne la mer libre le 28 février 1899.
Le retour de la Belgica suscite une explosion d'enthousiasme populaire à Anvers, le 5 novembre 1899. Dans son livre Quinze mois dans l'Antarctique, Gerlache raconte l'extraordinaire aventure scientifique et humaine de cette expédition polaire.

### Expéditions au pôle Nord
En 1905, 1907 et 1909, Adrien de Gerlache dirige sur la Belgica trois expéditions du duc d'Orléans vers l'Arctique. 
En 1905, il remonte la côte est du Groenland à une latitude qui n'avait encore jamais été atteinte. Pendant plus de quarante jours, la Belgica voisine avec la banquise avant de devoir faire demi-tour. Les terres découvertes sont nommées Terre de France et cap Philippe. Grâce aux instruments scientifiques d'observation embarqués par les scientifiques, de nombreuses informations destinées à des sociétés savantes sont collectées. 
En 1907, il suit à bord de la Belgica, les côtes de la Sibérie jusque dans la mer de Kara au nord de la Russie. La Belgica se retrouve prise par les glaces, s'échoue un moment sur les récifs mais parvient à prendre le chemin du retour avec les observations effectuées par les savants belges, français et norvégiens à bord. 
Lors du troisième voyage en 1909, il navigue avec la Belgica passant par l'île Jan Mayen, le Groenland, le Spitzberg et l'archipel François-Joseph.

### Première Guerre mondiale et entre-deux-guerres
Au déclenchement de la Première Guerre mondiale en août 1914, de Gerlache commande le port d'Ostende. Il est chargé de missions de surveillance de la côte belge et participe à l'évacuation des navires anglais d'Anvers en octobre 1914. Le gouvernement belge replié au Havre lui confie ensuite une mission d'information et de propagande dans les pays scandinaves. Pendant cette période, il écrit un livre sur la position de la Belgique dans le conflit mondial.
En février 1919, il revient en Belgique et le gouvernement belge lui donne différentes missions dans le secteur maritime. En 1926, il est nommé inspecteur général à l'Administration de la marine. Désirant pérenniser son héritage maritime au niveau belge, il se fait le promoteur de la construction du Mercator, navire école et lieu d'exposition flottante. Il en est le premier capitaine et le ramène de son chantier naval de Liverpool en Belgique en 1933 peu avant son décès.

### Participation aux sociétés académiques
Il est membre correspondant de l'Académie des sciences (en 1929), de l'Institut de France et de la Société de géographie de France et de la Royal Geographical Society. Il est également membre d'honneur des sociétés de géographie d'Anvers, de Bruxelles, Copenhague, Genève, Philadelphie, Rio de Janeiro, Rome, etc.
Adrien de Gerlache repose au cimetière de Bruxelles (Evere) contrairement aux autres membres de la famille de Gerlache qui possèdent un caveau familial à Gomery (près de Virton) où la famille avait un château.

## L'héritage d'Adrien de Gerlache
En 1957, lors de l'Année géophysique internationale, le fils d'Adrien de Gerlache, Gaston de Gerlache, reprend le flambeau et dirige l'expédition belge en Antarctique qui fonde la base Roi Baudouin qui sera utilisée pendant des années par diverses expéditions belges, dont celle en 58-59 du capitaine d'aviation Frank Bastin (1920-1969) qui assura la relève de Gaston de Gerlache et deviendra plus tard lieutenant-colonel. Ensuite, viendra la fondation, en 2011, de la Station Princesse-Élisabeth, conçue sur une base écologique par l'alpiniste et explorateur Alain Hubert.

## Hommages et distinctions
Adrien de Gerlache est fait baron par le roi Albert Ier en 1924.
Une avenue porte le nom d'Adrien de Gerlache à Etterbeek, une rue à Virton et à Hasselt ainsi qu'un quai de Gerlache à Anvers.
Une statue d'Adrien de Gerlache est érigée à Hasselt, sa ville natale ainsi qu'un monument avec son buste à Ushuaïa en Argentine.
Un dragueur de mine-escorteur de la Marine belge est baptisé Adrien de Gerlache en novembre 1949. De même, le détroit de Gerlache sépare l'archipel Palmer de la péninsule Antarctique.
En 1947, l'Administration belge des postes émet deux timbres pour commémorer le 50e anniversaire de son départ pour l'Antarctique : l'un à son effigie et l'autre représentant la Belgica.
Il reçoit les distinctions suivantes :
- 1902 : prix Marcelin-Guérin de l’Académie française pour Quinze mois dans l’Antarctique. La Belgica ;
- 1925 : Grande médaille d'or des explorations ;
- Commandeur de l'ordre de Léopold (Belgique) ;
- Grand officier de l'ordre de la Couronne (Belgique) ;
- Médaille du roi Albert avec palme (Belgique) ;
- Croix civique de 1ère classe (Belgique) ;
- Officier de la Légion d'honneur (France) ;
- Grand officier de l'ordre de l'Étoile du nord (Suède) ;
- Grand cordon de l'ordre de Saint-Olaf (Norvège) ;
- Grand officier de l'ordre du Faucon d'Islande.

## Publications
- Quinze mois dans l’Antarctique. La Belgica (1902 - prix Marcelin-Guérin)
- La Belgique et les Belges pendant la guerre, avec 154 illustrations et 6 cartes, 1916 (publié en octobre 1915, en langues norvégienne et suédoise, à Christiania et à Stockholm, sous le titre : Le Pays qui ne veut pas mourir)
- Expédition antarctique belge 1957-1958 : résultats scientifiques, 8 vol., 1961-1968
- Retour dans l'Antarctique : récit de l'expédition antarctique belge 1957-1958, 1960

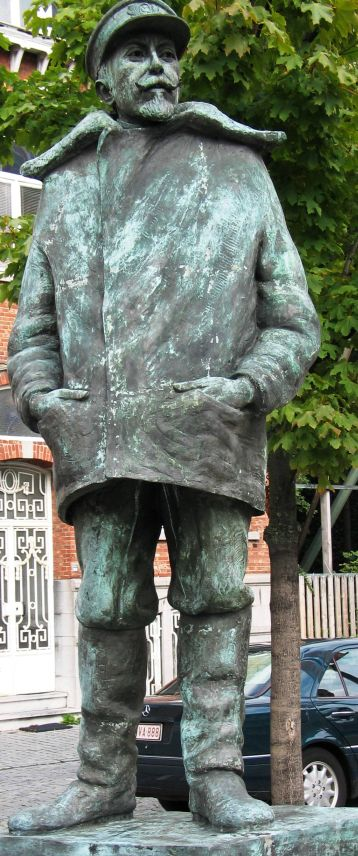
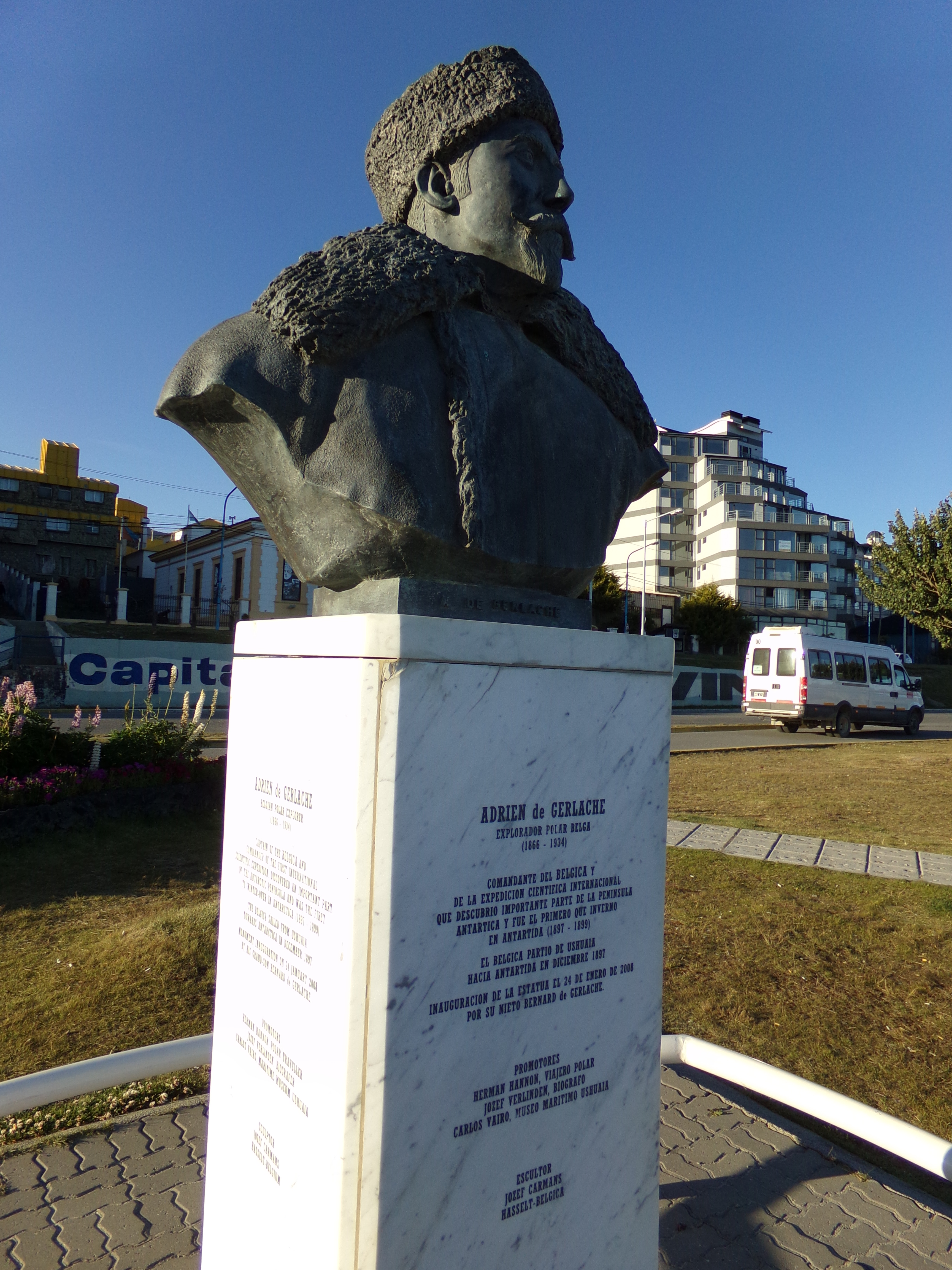
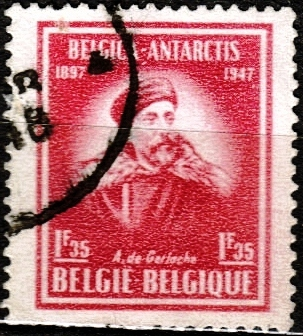
Armoiries de la famille de Gerlache.